# Vereinigungsgesellschaft für Steinkohlenbau im Wurmrevier

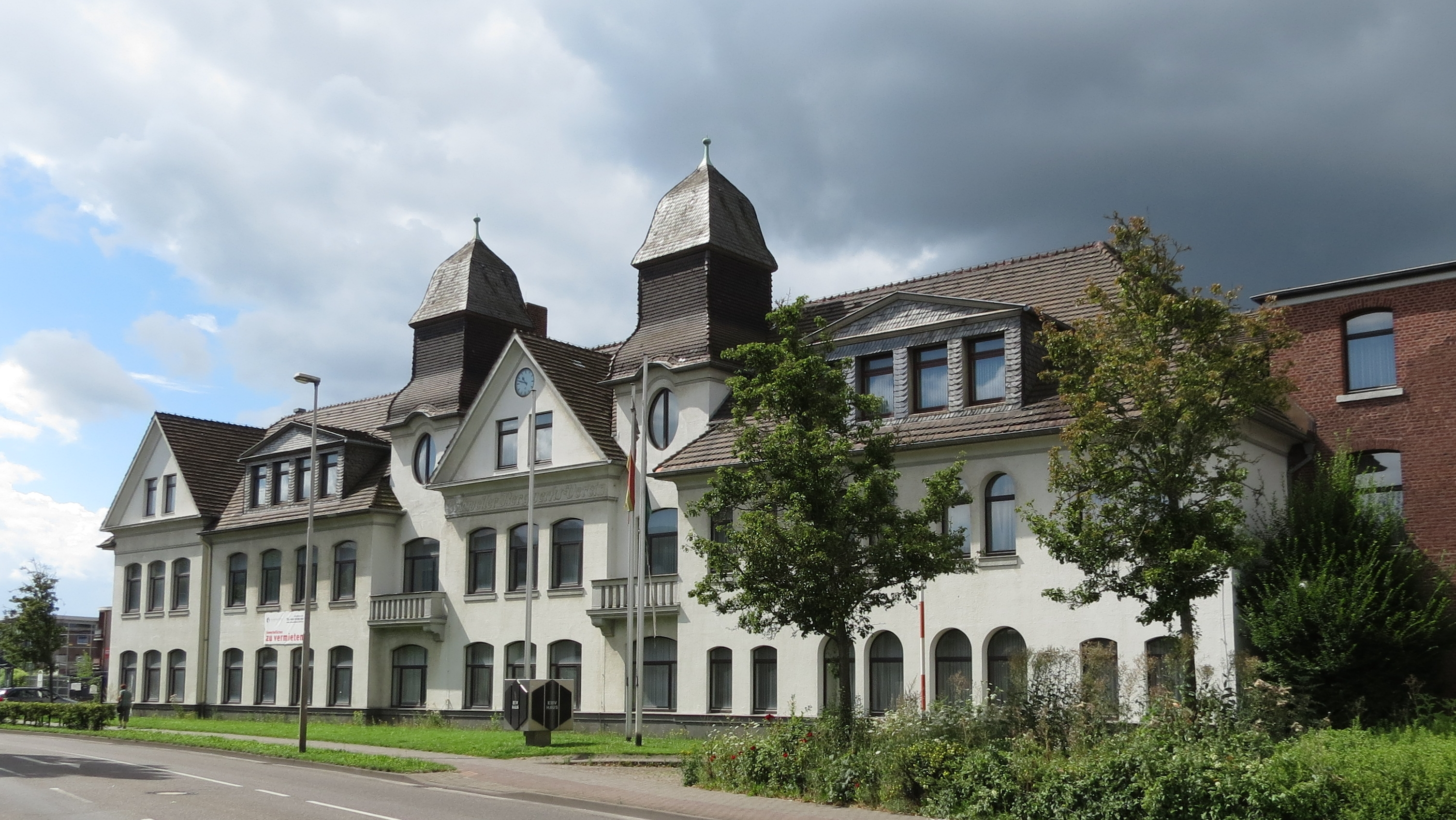
Verwaltungshaus in Kohlscheid (1870–1907)

Die Vereinigungsgesellschaft für Steinkohlenbau im Wurmrevier war eine 1836 gegründete Betreibergesellschaft für Magerkohlengruben im Wurmrevier.

## Chronologie
Nachdem sich bereits 1834 der Eschweiler Bergwerksverein (EBV) gegründet hatte, der zunächst im Wesentlichen nur die Gruben des Eschweiler Bergbaus betrieb, aber Einfluss auf die Nachbarregionen nehmen wollte, beschlossen mehrere einflussreiche Aachener Persönlichkeiten als wirtschaftliches Gegengewicht eine Betreibergesellschaft für die Zechen im Wurmrevier zu gründen, die bis dahin meist in Eigenregie gewirtschaftet hatten. Das Gründungsgremium entschied sich, die Geschäftsform gemäß dem „Code de Commerce“ nach Art einer französischen Société anonyme zu gründen, was vergleichsweise einer Aktiengesellschaft entsprach. Somit firmierte die Gesellschaft unter dem Namen „Vereinigungsgesellschaft, anonyme Gesellschaft für Steinkohlenbau im Wurmrevier“, bzw. „Vereinigungsgesellschaft für Steinkohlenbau im Wurmrevier S. A.“ Der Verwaltungssitz war zunächst in Aachen, wurde aber 1870 nach Kohlscheid verlegt.
Beabsichtigt war, sämtliche Gruben, die ausschließlich Magerkohle förderten, unter eine Verwaltung zu bringen, um dadurch höhere Marktanteile und Preise zu erwirtschaften, aber auch um durch Einführung eines rationelleren Betriebes die Selbstkosten der Einzelunternehmen zu verringern. So wurden beispielsweise die meisten Gruben untereinander verbunden, gemeinsame Fördersohlen erstellt und auf bestimmte Bereiche konzentriert. Ferner wurden neuere Techniken gemeinsam eingeführt und angewendet und damit u. a. die Wasserhaltung vereinfacht und die Wetterführung verbessert.
Im Jahre 1839 waren allerdings erst rund 28 % der Grubenanteile in den Händen der Vereinigungsgesellschaft, da sich der überwiegende Teil der Grubenbesitzer noch schwer damit taten, ihre Eigenständigkeit aufzugeben, aber auch weil einige Direktoren zu hohe Forderungen aufstellten, die den Wert der jeweiligen Anlage übertrafen. Vor allem die vier mit insgesamt rund 47 % ertragreichsten Gruben Gouley, Langenberg, Teut und Hoheneich weigerten sich vorerst noch, der Gesellschaft beizutreten.
Bis 1840 gehörten zur Vereinigungsgesellschaft die Gruben Hankepank (später Neu Langenberg), Abgunst und Kämpchen in Kohlscheid, Spidell, Glückauf und Kircheich. Darüber hinaus besaß sie hälftige Anteile an den Gruben  Ath, Alt-Laurweg in Kohlscheid, Bostrop-Pesch sowie geringere Anteile an den Gruben Neu Voccart in Herzogenrath Straß, Alte Prick, Vieslapp-Herrenkuhl, Vieslapp-Mühlenbach, Sichelscheid, Rapp, Kranz, Sandberg und Großkuhl. Mehrere der letztgenannten Gruben waren allerdings teilweise nicht dauerhaft in Betrieb oder förderten nur geringe Mengen.
Erschwerend kam nun hinzu, dass sich im Jahr 1842 auf Betreiben des EBVs der „Pannesheider Bergwerksverein“ gründete, an dem der EBV selbst Anteile besaß und durch Ankäufe über Anteile an den Gruben verfügte, an denen auch die neu gegründete Vereinigungsgesellschaft mitbeteiligt war. Die daraus resultierenden Schwierigkeiten hätten sich nur durch gegenseitige An- oder Verkäufe lösen lassen, wozu die beiden Gesellschaften aber vorerst noch nicht bereit waren. Ferner  musste ebenfalls die Industrie davon überzeugt werden, dass beispielsweise Dampfmaschinen auch mit Magerkohle betrieben werden können. Aber erst durch die 1841 fertiggestellte Eisenbahnverbindung von Aachen nach Köln durch die Rheinische Eisenbahngesellschaft eröffneten sich schließlich für die Magerkohle im linksrheinischen Gebiet neue Märkte.
Dies führte nach steigenden Umsätzen im Jahr 1858 letztendlich dazu, dass die Vereinigungsgesellschaft den Pannesheider Bergwerksverein und alle entsprechenden Aktien nun doch übernehmen konnte und damit unter anderem auch die restlichen Anteile an der Grube Voccart und den gesamten Anteil an der Grube Hoheneich sowie die Flammkohlenfelder  Königsgrube und Gemeinschaft an die Gesellschaft fielen. Noch im gleichen Jahr kaufte die Vereinigungsgesellschaft ferner die Grube Gouley sowie ein Jahr später die Grube Langenberg. Durch einen massiven Preiskampf zwang man 1861 noch die Grube Furth, 1869 die Königsgrube von Eduard Honigmann und letztendlich 1870 die Grube Teut unter ihr Dach. Somit waren jetzt bis auf die niederländische Grube Domaniale Mijn fast alle Gruben mit Magerkohle im Wurmrevier im Besitz der Gesellschaft. Dem standen am Rande des Wurmreviers lediglich noch die 1864 gegründete Aachen-Höngener Bergwerk-Aktiengesellschaft mit ihrer ebenfalls von Eduard Honigmann sowie Leopold Schoeller und Friedrich Ernst Bölling geleiteten Grube Maria sowie ab 1900 die von Carl, Friedrich und Moritz Honigmann geführte Grube Nordstern gegenüber.
Im Jahre 1875 richtete die Vereinigungsgesellschaft mit dem Bahnhof Aachen Nord auch einen eigenen Bahnhof für den Personal- und Materialtransport ein, der zu dem Netz der 1873 neu gegründeten Aachener Industriebahn gehörte, die die meisten Gruben mit den wichtigsten Umschlagplätzen verband. Schließlich übernahm die Gesellschaft im Jahr 1890 doch noch die Grube Maria, auf der sie eine Brikettfabrik errichtete.
In den Folgejahren kam es zu massiven Absatzverlusten. Zum einen sorgte eine Wirtschaftskrise am Ende der achtziger Jahre für ein Überangebot, zum anderen fielen die Ziegeleien aus, da diese durch Einführung neuer Ringöfen nur mit gasreicher Kohle betrieben werden konnten. Ebenso drängte die linksrheinische Braunkohle als direkte Konkurrentin zur Magerkohle immer mehr auf den Markt, aber auch durch den geschlossenen Verbund des benachbarten niederländischen Kohlebergbaus verlor die Gesellschaft einen wichtigen Absatzmarkt. In der Folge mussten kleinere unrentable Gruben schließen und andere waren bereits völlig abgeteuft.
Dies führte in der Konsequenz dazu, dass die Vereinigungsgesellschaft auf Betreiben des Aufsichtsratsmitglieds der EBV, Robert von Görschen hin, im Jahr 1907 letztendlich mit der EBV fusionierte und unter dem gemeinsamen Namen EBV firmierte. Dadurch entstand die über für viele Jahrzehnte hinweg größte Bergwerksgesellschaft Europas.